# Univerzita Paříž VII
Univerzita Paříž VII, francouzsky plným názvem Université Paris VII Diderot je francouzská vysoká škola a jedna z univerzit, které vznikly rozdělením starobylé Pařížské univerzity v roce 1971. Hlavní sídlo školy se do roku 2007 nacházelo v Paříži v Latinské čtvrti v kampusu Jussieu, poté přesídlila do nového areálu v moderní čtvrti Paris Rive Gauche ve 13. obvodu. Škola se specializuje na přírodní, humanitní a společenské vědy, lékařství a rovněž na umění a jazyky. Je pojmenována po francouzském filozofovi Denisu Diderotovi. Na škole studovalo v roce 2009 téměř 25 000 studentů.

## Historie
Škola vznikla 1. ledna 1971 z částí fakulty přírodních věd a filozofické fakulty bývalé Pařížské univerzity. Její sídla se tak nacházela v kampusu Jussieu a v ulicích Rue Charles V a Rue Censier.
V roce 1991 se jednalo o pojmenování Univerzity Paříž VII a byla navržena jména Jussieu, Denis Diderot a Albert Einstein. V roce 1994 univerzita získala svůj dnešní název.
Do roku 2005 kampus Jussieu využívalo téměř 40 000 studentů, což byl dvojnásobný počet oproti původnímu plánu. Nedostatek prostoru byl umocněn i přestavbou kampusu kvůli odstranění azbestu ze staveb. Proto bylo už v roce 1996 rozhodnuto přesunout Univerzitu Paříž VII na jiné místo. Byla vybrána oblast ve 13. obvodu, kde vznikala nová čtvrť Paris Rive Gauche. V rámci tohoto projektu byl v roce 1999 zahájen plán přesunu. Proběhla rekonstrukce bývalých obilných mlýnů a tržnice a postupná výstavba nových budov. V roce 2007 se univerzita přestěhovala do nového kampusu. Univerzita má nyní k dispozici 155 000 m2 prostor v nových či renovovaných budovách. Druhá fáze výstavby byla zahájena v roce 2010. Při ní bude dokončena výstavba čtyř nových budov. Základní kámen první nové budovy byl položen 30. září 2004  a základní kámen čtvrté budovy 21. ledna 2010. Po jejím definitivním dokončení v roce 2012 bude celková rozloha činit 210 000 m2.

## Sídla univerzity
Kampus Paris Rive Gauche zahrnuje laboratoře, výzkumné ústavy, posluchárny, posluchárny, pracovny pro praktickou výuku ve dvou rekonstruovaných budovách, které se nazývají Les Grands moulins (Velké mlýny) a Halle aux farines (Tržnice mouky) a čtyřech nových s názvy Buffon, Condorcet, Lamarck a Lavoisier pojmenovaných po významných vědcích. Další čtyři objekty se dostavují.
Vedle tohoto areálu má univerzita k dispozici i objekty v ulici Rue Charles V (anglofonní studia), v ulici Rue de Tolbiac (společenské vědy), Rue du Chevaleret (matematika a informatika) a Rue de Paradis (humanitní vědy) a rovněž fakultní nemocnice Hôpital Saint-Louis a Hôpital Xavier-Bichat.

## Česká stopa
Na univerzitě vyučoval český marxistický filosof, emigrant Lubomír Sochor.